# Leilachspitze
Die Leilachspitze (auch Lailachspitze) in den Allgäuer Alpen ist mit einer Höhe von 2274 m ü. A. der höchste Berg der Vilsalpseeberge und liegt im österreichischen Bundesland Tirol. 

## Namensherkunft
Erstmals erwähnt ist der Berg in einem Brief des Grafen Haug von Montfort aus dem Jahr 1458: in den vordern Krottenkopf gen das Lilach. Auch Peter Anich erwähnt 1774 in seinem Atlas Tyrolensis einen Leile Spiz. Der Name „Leilach“ leitet sich von einem Leintuch ab. Der Namens-Pate ist ein Schneefeld auf dem Hoch-Plateau, das sich meist lange bis in den Sommer hält.

## Lage und Umgebung
Das mächtige Felsmassiv der Leilachspitze wird im Südosten vom Lechtal, im Süden vom Schwarzwassertal und im Norden durch das Birkental begrenzt, während es sich nach Westen mit den Luchsköpfen (Alternativname: Krottenköpfe) und der Lachenspitze fortsetzt.

## Geologie
Wie die meisten großen Felsberge des Allgäus ist die Leilachspitze aus Hauptdolomit aufgebaut. Das Gestein ist spröde, zerklüftet und neigt zur Bildung von Schutt und Geröll.

## Besteigung
Über den Normalweg erreicht man den Gipfel von der Landsberger Hütte (1810 m) aus in etwa zweieinhalb Stunden. Von der Hütte aus quert man südlich der Lache, eines kleinen Gebirgssees, zum Östlichen Lachenjoch (1915 m) und erreicht über das Gappenfelder Notländ die Lechtaler Scharte (1955 m); eine Alternative ist die südliche Umgehung der Lachenspitze über die Steinkarscharte (2015 m). Von der Lechtaler Scharte aus umgeht man die Luchsköpfe südlich und gelangt schließlich zu einer großen, steinschlaggefährdeten Rinne, in deren oberem Teil man nach links über Schrofen zum Gipfel gelangt. 
Ein ganz anderer, in der Regel einsamerer Gipfelanstieg ist über das Birkental möglich. Ausgangspunkt ist dabei Rauth, ein am Gaichtpass gelegener Ortsteil von Nesselwängle. Der insgesamt etwa vier Stunden beanspruchende Weg führt über das Weißenbacher Notländerkar und links einer steilen Rinne zum Nordgrat, über den der Gipfel in einfacher Kletterei zu erreichen ist. 
Beide Wege setzen Kletterfertigkeit im I. bzw. II Schwierigkeitsgrad (UIAA), Schwindelfreiheit und insbesondere Trittsicherheit im Schrofengelände voraus.

## Bilder

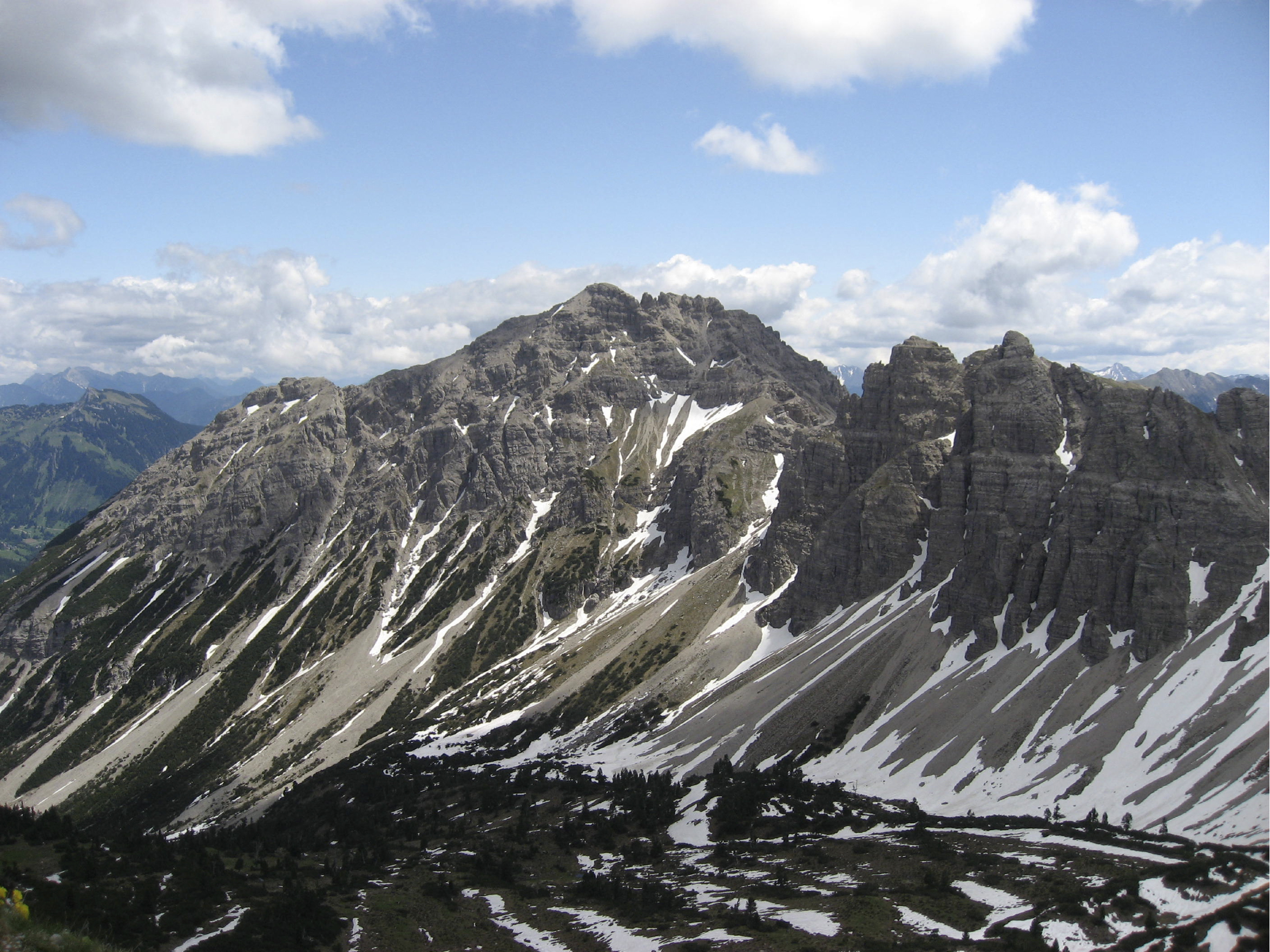
Blick von der Lachenspitze auf Leilachspitze und Luchsköpfe
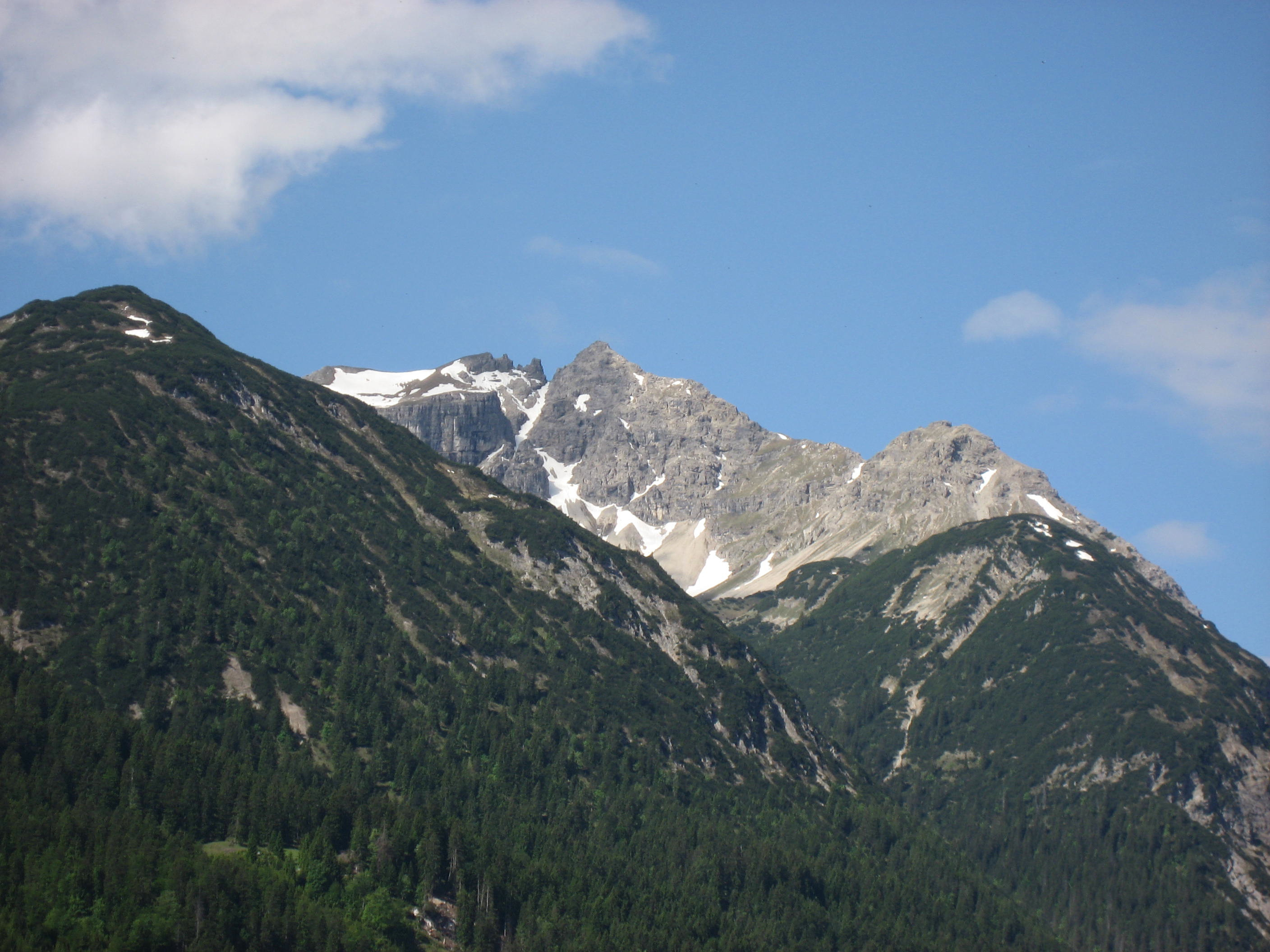
Nordgrat und Gipfelaufbau der Leilachspitze von Osten (Rauth) aus
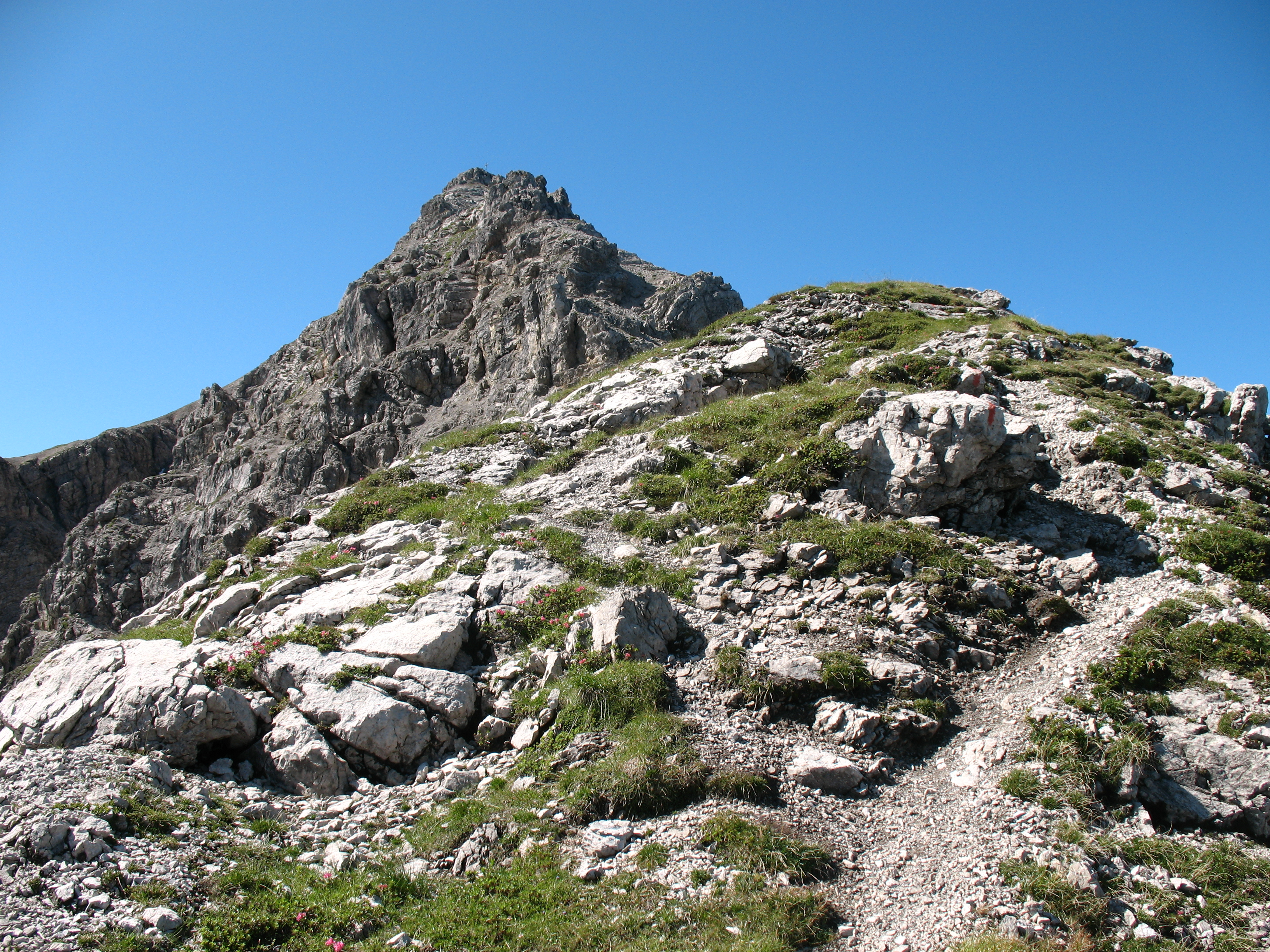
Nordostgrat (Aufstieg von Rauth)
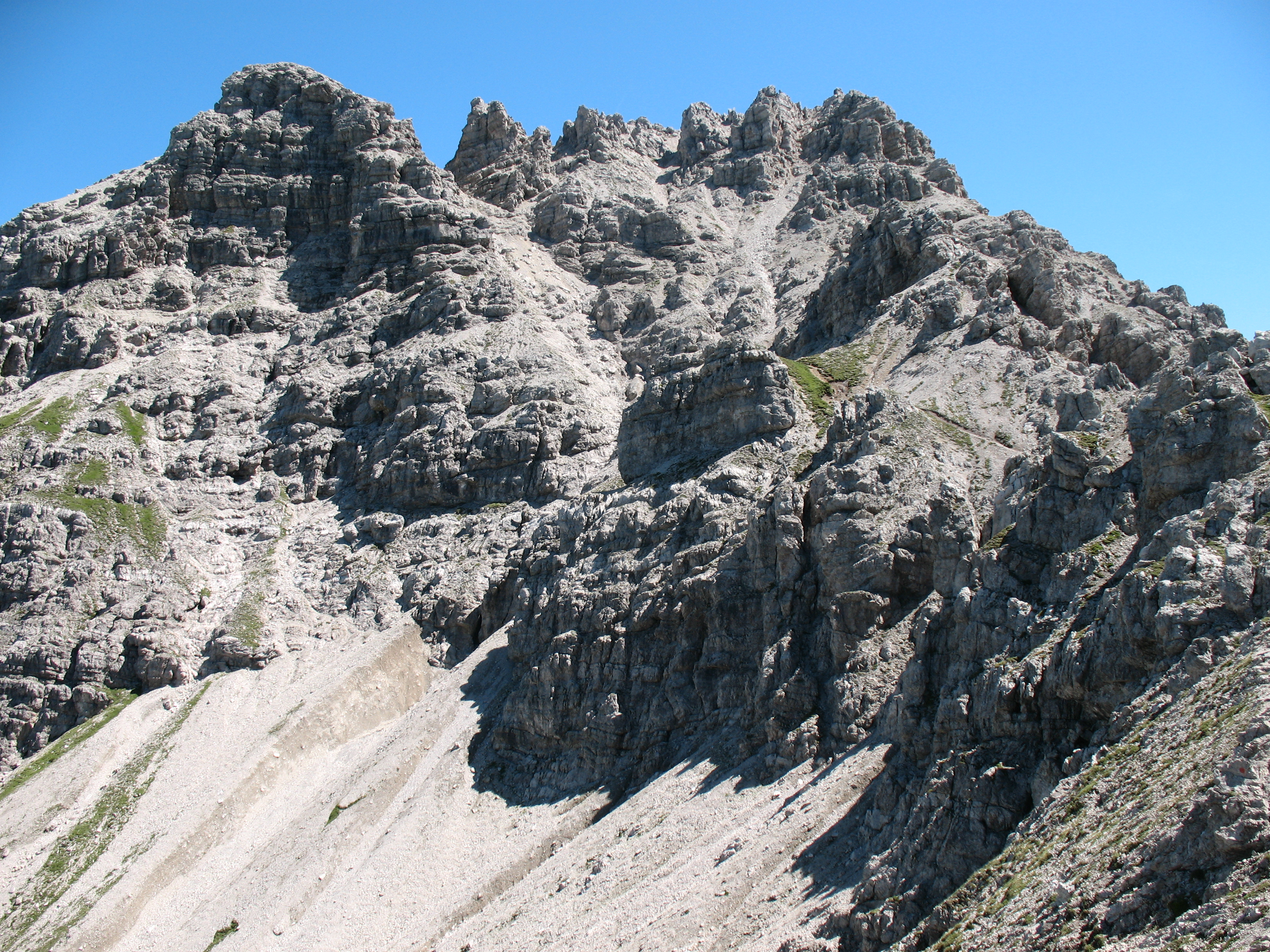
Südwestflanke (Aufstieg von der Landsberger Hütte)